# Ontleedkundige tafelen
Ontleedkundige tafelen (Japans: ターヘル・アナトミア, Tāheru Anatomia/解体新書, Kaitai Shinsho) is een anatomieboek dat in de Edo-periode vanuit Nederland werd geïmporteerd in Japan en aldaar door Sugita Genpaku werd vertaald. Het was de eerste volledige vertaling vanuit een westerse taal naar het Japans en de eerste in zijn soort. Het werd uitgegeven in 1774.